# Братство свободы
Братство Свободы или Объединенное братство свободы (англ. Brotherhood of Liberty) — объединение активистов, боровшихся в 1880-х годах против ущемления в правах афроамериканцев в Балтиморе, штат Мэриленд. 
Ключевую роль в объединении сыграл баптийский пастор Харви Джонсон, который приехал в Балтимор, чтобы стать священником в небольшой церкви для афроамериканцев, расширив число прихожан, и помогая строить новые приходы. Он не смог мириться с расовым неравенством в штате, и после того, как в 1883 году был отменён целый ряд положений Закона о гражданских правах 1875 года, что ухудшило положение афроамериканцев, принялся активно выступать за отмену ущемлений.
Первыми успехами стали дела против сегрегации в транспорте (дело парохода Steamer Sue 15 августа 1884) и дело о разрешении заниматься афроамериканцами юридической практикой (19 марта 1885, принято только для Балтимора).
В последующие годы Объединение стало играть значительную роль в Балтиморе, противостоя надвигающейся эпохе законов Джима Кроу. Так, Харви Джонсону удалось уговорить двух афроамериканских адвокатов, Эверетта Дж. Уоринга и Джозефа С. Дэвиса, переехать в Балтимор, где они сформировали юридическую группу, выступающую против закона о незаконнорождённых детях (Maryland’s prejudicial bastardy law). Также объединение выступало за улучшение образования для афроамериканцев, и защищали восставших рабочих на острове Навасса.
В начале 1890 годов объединение распалось, но его бывшие члены продолжали борьбу против дискриминации.